# Torre de Enmedio (Almuñécar)
La Torre de Enmedio es una atalaya costera de época árabe situada en el término municipal de Almuñécar, provincia de Granada (Andalucía, España). Se ubica junto al Barranco de Enmedio, dominando la playa homónima.

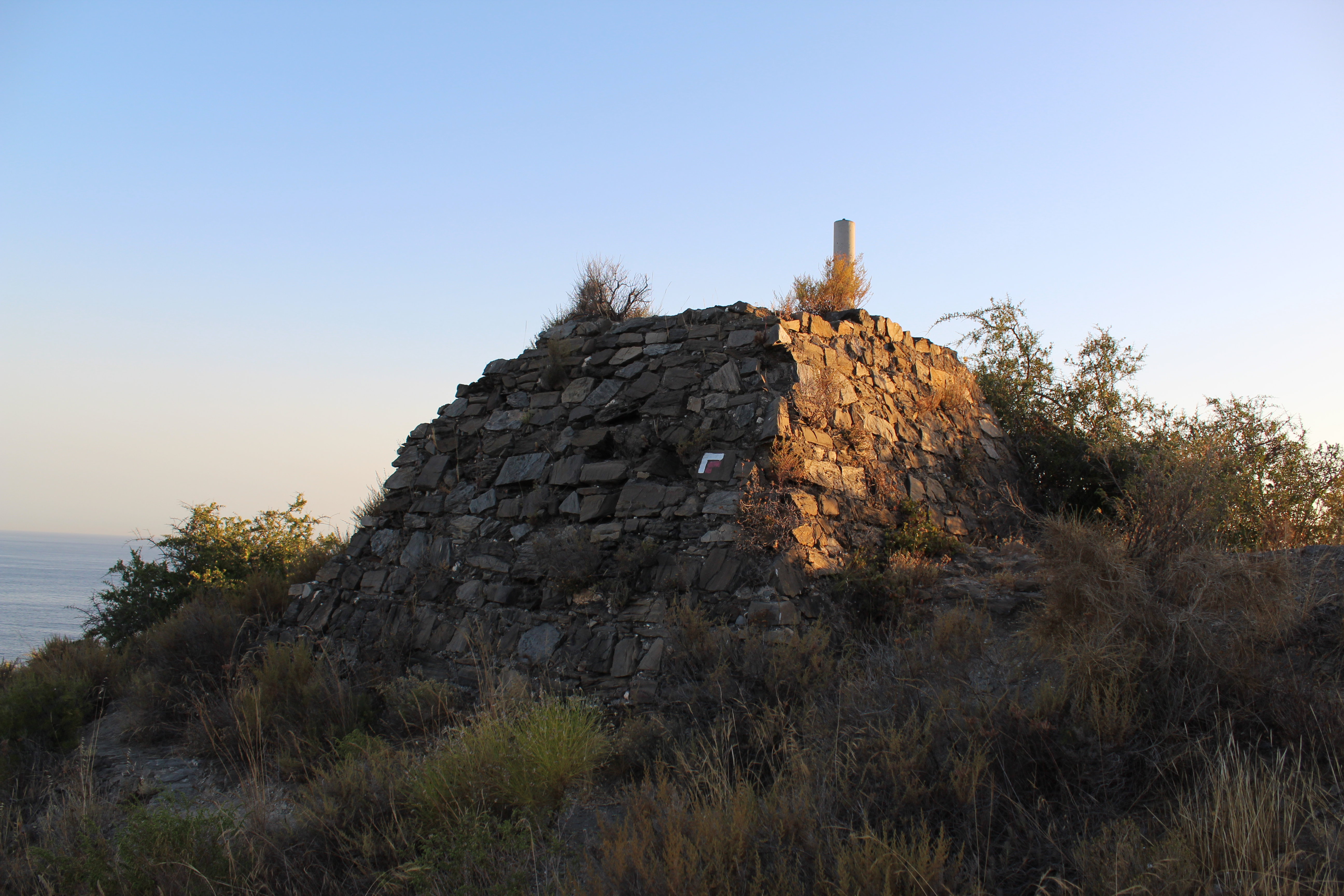
Vista de la cara este y norte de la Torre de Enmedio

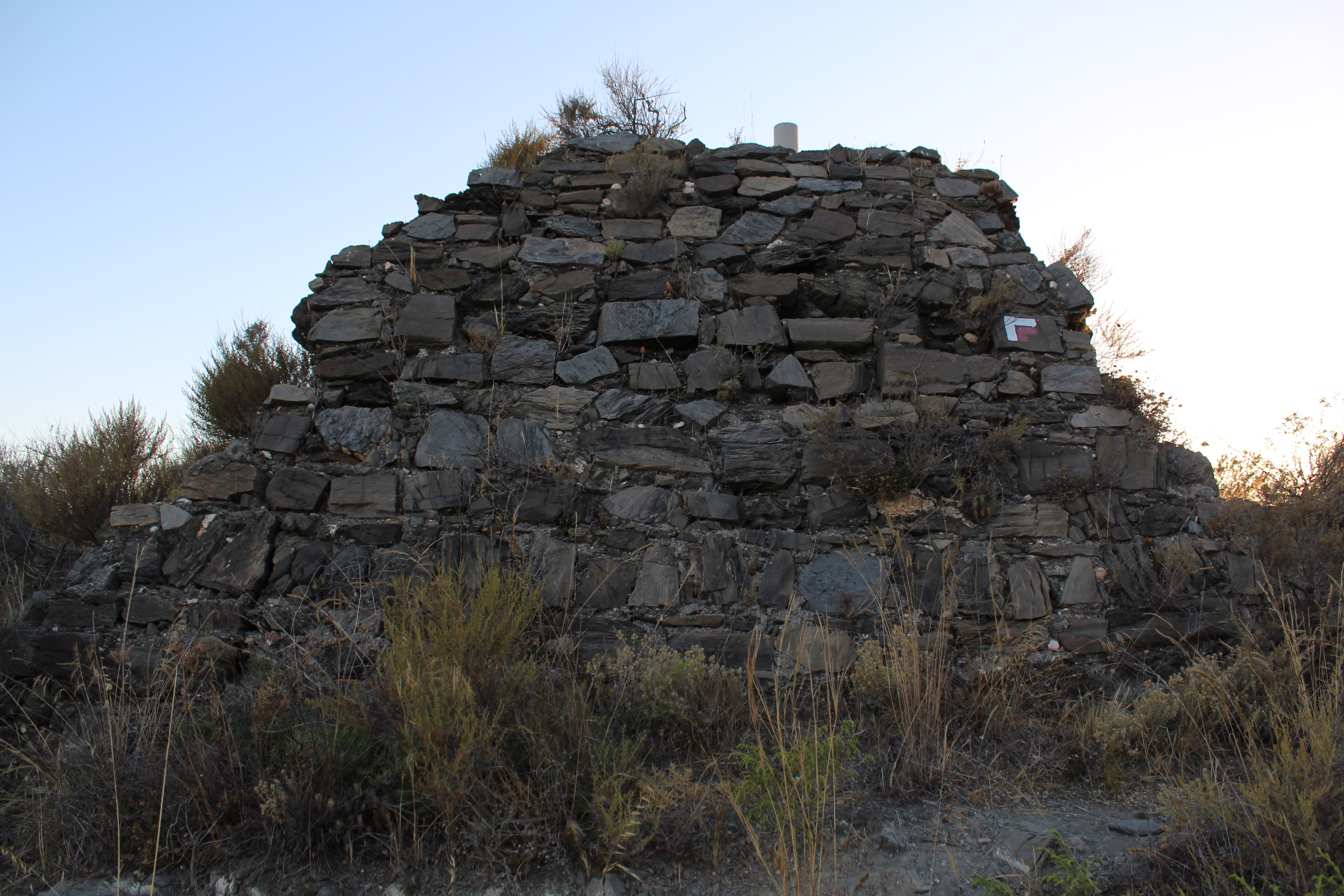
Vista de la cara sur de la atalaya del barranco de Enmedio

## Descripción
Los restos que se conservan deben corresponder a una torre atalaya costera de época árabe que aparece con el nombre de En medio, por estar situada junto al barranco de este nombre. Era una torre de planta sensiblemente rectangular, de dimensiones medias 3'25 x 2'75 metros, correspondiendo los lados mayores a las orientaciones Norte y Sur. 
Está construida con mampostería de piedras planas de mediano tamaño. Conserva una altura de 3'15 metros.
Posiblemente, dada su esbeltez y escasa sección en planta, hubo que adosarle tras la conquista un muro ataluzado en la base, de 2'85 metros de altura, que apoyaba sobre una plataforma rectangular de 6 x 5'10 metros. Cuando más tarde, la torre se cae o se derriba, se deja cortada a la altura de la terminación del mencionado talud, estado en el que hoy se encuentra.

## Historia
Es muy importante la relación que se encuentra en el Archivo General de Simancas relativa a las "estancias de la Costa de la mar del partido de la ciudad de Almuñécar y de las villas de Motril y Salobreña, del requerimiento de Juan Carillo", sin fecha, pero letra del siglo XVI, en el que se afirma que: 

estaba dotada de tres guardas, una de ellas duerme en la torre y las otras dos van a dormir sobre la Cala de Velilla.